# Rzeka San
Rzeka San este o arie protejată (sit de importanță comunitară — SCI) din Polonia întinsă pe o suprafață de 1.374,76 ha, integral pe uscat.

## Localizare
Centrul sitului Rzeka San este situat la coordonatele 49°47′57″N 22°22′00″E / 49.7992°N 22.3668°E.

## Înființare
Situl Rzeka San a fost declarat sit de importanță comunitară în august 2007 pentru a proteja 11 specii de animale.

## Biodiversitate
Situată în ecoregiunea continentală, aria protejată conține 1 habitat natural: Cursuri de apă de la nivel de câmpie la nivel montan, cu vegetație Ranunculion fluitantis și Callitricho-Batrachion.
La baza desemnării sitului se află mai multe specii protejate:
- mamifere (2): castor (Castor fiber), vidră de râu (Lutra lutra)
- nevertebrate (1): Unio crassus
- pești (8): avat (Aspius aspius), Barbus carpathicus, zglăvoacă (Cottus gobio), cicar (Lampetra planeri), boarță (Rhodeus amarus), Romanogobio albipinnatus, porcușor de nisip (Romanogobio kesslerii), dunăriță (Sabanejewia aurata)